# Kolegium Akademickie Doliny Jezreel
Kolegium Akademickie Doliny Jezreel, pełna nazwa: Kolegium Akademickie Doliny Jezreel im. Maxa Sterna (hebr. המכללה האקדמית עמק יזרעאל ע"ש מקס שטרן, Ha-Michlala ha-akademit Emek Jizre’el al szem Maks Sztern) – izraelska uczelnia położona w sąsiedztwie kibucu Mizra i moszawu Tel Adaszim w Dolinie Jezreel w Dolnej Galilei.

## Historia
Placówka została założona w 1965 roku. Później otrzymała imię na cześć Maxa Sterna, amerykańskiego filantropa pochodzenia żydowskiego, którego syn Leonard N. Stern udzielił wsparcia finansowego uczelni. Początkowo studenci przez dwa pierwsze lata uczyli się w kolegium, a następnie na trzecim roku dojeżdżali na kursy do kampusu Uniwersytetu w Hajfie, gdzie nabywali prawo uzyskania stopni naukowych. W latach 1973–1994 szkoła służyła jako regionalny oddział Uniwersytetu Hebrajskiego w Jerozolimie. W 1994 roku otrzymał akredytację niezależnej instytucji akademickiej z prawem przyznawania stopnia naukowego bachelor’s degree (zbliżony do licencjatu).

## Jednostki organizacyjne
Kolegium ma trzynaście wydziałów: nauk ekonomicznych i zarządzania, zarządzania informacją, komunikacji, opieki społecznej, nauk humanistycznych, psychologii, edukacji, socjologii i antropologii, nauk politycznych, studiów interdyscyplinarnych, administracji służby zdrowia, pielęgniarstwa oraz kryminologii.
Posiada także stację radiową Kol Jizre’el (hebr. קול יזרעאל), dosłownie Głos Jezreel), nadającą programy edukacyjne na częstotliwości 106 FM. Przy tej okazji szkoła prowadzi innowacyjny w kraju ośrodek badań komunikacyjnych, wyposażony w duże kino, studio nagraniowe i zaawansowane urządzenia medialne.

## Komunikacja
Z uczelni wyjeżdża się na zachód na drogę nr 71. Przejeżdżając przez skrzyżowanie, wjeżdża się do kibucu Mizra. Jadąc na południe, dojeżdża się do moszawów Kefar Gidon i Balfurja oraz dalej do miasta Afula, a jadąc na północ, dojeżdża się do moszawu Tel Adaszim.